# Primera División de Chile 1998
El Campeonato Nacional de Fútbol de la Primera División de 1998 fue el torneo disputado de la primera categoría del fútbol profesional chileno en el año 1998.
En el torneo participaron 16 equipos, que jugaron en dos rondas en un sistema de todos-contra-todos.
Los derechos de transmisión del campeonato volvieron a licitación, pasando a ser propiedad de SKY hasta fines de 2002. Asimismo, Fox Sports también comenzó a transmitir partidos del torneo hasta el mismo año.

## Desarrollo

### La lucha por el título
El campeón del torneo fue Colo-Colo, que logró su estrella número 22 tras superar en una estrecha lucha, a su acérrimo archirrival, Universidad de Chile, a quien aventajó por solo un punto. El equipo colocolino consiguió el título en la última fecha, cuando recibió como local a Deportes Iquique, en un Estadio Monumental completamente lleno. En el recinto de Pedreros, el "Cacique" derrotó a los nortinos por 2-1, con el gol agónico de Francisco Rojas, quien meses antes, disputó la Copa del Mundo de Francia del mismo año, con la camiseta de la selección chilena (en compañía de sus compañeros de equipo Marcelo Ramírez, Pedro Reyes y José Luis Sierra (este último anotó un gol, en esa Copa del Mundo)). Colo-Colo se logró sobreponer a una gran poda del plantel a lo largo del año, dado que durante el torneo, traspasó a jugadores como Manuel Neira, Mario Salas, Richard Zambrano, Fernando Vergara, Emerson Pereira entre otros, sumado a la lesión de Ivo Basay, permitió que los albos dieran tiraje a la chimenea, consolidándose Héctor Tapia (goleador del equipo con 15 goles), además que alternaron minutos jugadores como Francisco Arrué, Nicolás Córdova, Manuel Villalobos, Sebastián González, Alonso Zúñiga, Mario Cáceres, Álvaro Sarabia, Cristian Díaz y Patricio Araya.
Universidad de Chile no pudo arrebatar el título a su archirrival, pero se quedó con el premio de consuelo: tener a Pedro "Heidi" González, como el máximo anotador del torneo, con 23 anotaciones. Además, el equipo azul empató los 2 duelos con los albos y curiosamente, ambos partidos terminaron empatados a un gol. El cuadro Azul tuvo un dubitativo inicio, dejando varios puntos de local por empates, hasta una derrota por 1-4 ante Deportes Iquique en el norte, pero realizó una grandiosa segunda rueda en que terminaron invictos, en la que contó con el regreso, tras dos años en el América de México, de Leonardo Rodríguez.
Universidad Católica era sin duda, el rival más duro para el campeón Colo-Colo, considerando que albos y cruzados representaron ese año a Chile en la Copa Libertadores de América, donde el equipo colocolino venció en los 2 duelos entre ellos. El cuadro cruzado terminó el torneo nacional, rematando en el tercer lugar, pero se dio el lujo de ganar la Liguilla de la Copa Libertadores de América, tras vencer a Universidad de Chile, mediante lanzamientos penales, antes los cruzados dejaron fuera de la Liguilla a Cobreloa, pese a empatar los 2 partidos de llave, pero los cruzados clasificaron por los goles de visita.
Deportes Concepción fue la gran sorpresa del campeonato. Durante los primeras fechas, antes del receso por la Copa Mundial de 1998, el equipo dirigido por Oscar del Solar, fue puntero junto a Huachipato, Rangers y el propio campeón Colo-Colo, pero tras el receso no lograron mantener el tranco, sumado además al traspaso de sus dos delanteros titulares Cristián Montecinos y Ramón Tapia al fútbol mexicano, cayendo al quinto lugar de la tabla, por lo que consiguió un cupo, en la Liguilla de la Copa Libertadores de América, siendo eliminado por Universidad de Chile, equipo que lo venció en los 2 partidos de la llave. A esto, se agregó el grosero incidente, sufrido en el hotel Holiday Inn de Concepción, cuando las habitaciones que tenían reservadas, se entregaron al plantel de la U, para su partido en Concepción, por lo que la directiva del club penquista, elevó un reclamo formal, a la gerencia de la cadena hotelera en Estados Unidos. 
Huachipato, Deportes Puerto Montt y Deportes Iquique también fueron las revelaciones del torneo. Incluso el cuadro iquiqueño, dirigido por el carismático Jorge Garcés, estuvo a punto de arruinar la corona de Colo-Colo, en su visita al Estadio Monumental.

### La lucha por el descenso
Por su parte, la lucha por no descender a la Primera B o disputar la Liguilla de Promoción, contra 2 equipos de la Primera B, fue mucho más aguda, debido a la influencia de la crisis asiática, que agudizó las diferencias entre los clubes, como se apreció tras el receso mundialista. 
Uno de los más afectados fue Deportes Temuco (quizás el más afectado), que llegó a acumular un pasivo de 600 millones de pesos, debido a las irresponsables gestiones de sus directivas, sobre todo de Mauricio Gejman. El club se quedó sin sede social, debido a la solicitud de embargo del BCI y varios jugadores abandonaron el club, como los extranjeros Walter Otta y Diego Aguirre. En la cuarta fecha, los jugadores se negaron a concurrir a Santiago, donde debían jugar con Palestino y se envió a una delegación de juveniles, que terminó siendo goleada por 9-0, ante los árabes en La Cisterna. En la undécima fecha, el equipo de La Araucanía sufrió un robo en su hotel de concentración, horas antes de visitar al campeón Colo-Colo en el Estadio Monumental y aunque el equipo sureño, logró recuperar gran parte de sus vestuarios deportivos, terminó perdiendo por 3-0 ante el equipo colocolino. Pero el colapso definitivo, se produjo en el partido como local ante Deportes Concepción, luego de que el plantel del equipo temuquense, se negase a aceptar dos cheques por 72 millones de pesos, a nombre del capitán Óscar Lepe, pero por un error, el apellido fue escrito con dos p y en paralelo, decidieron no presentarse a jugar ante los penquistas. La ANFP decretó el triunfo de los penquistas por 2-0 y sancionó a los temuquenses, con la pérdida de 15 puntos en la tabla de posiciones, lo que significó su descenso a la Primera B. Luego del descenso, en diciembre de ese mismo año, la ANFP sancionó al equipo temuquense, con un año sin jugar competiciones nacionales. 
Santiago Wanderers también tuvo una pésima campaña. En el primer partido del torneo, cayeron como visitante por 6-1 ante la UC, dando los primeros avisos de la alarmante situación. En el receso, fue despedido el técnico Leonardo Véliz y se contrató a Pedro García, que no logró salvar a un equipo, con una planilla de 75 millones de pesos mensuales (incluso incorporó durante el verano, al ídolo de Colo-Colo Gabriel Mendoza y en el segundo semestre, al seleccionado ecuatoriano Alberto Montaño), y que tuvo posibilidades de conservar la categoría, hasta la última fecha del torneo, cuando en un dramático duelo con Provincial Osorno, que llegaba en la penúltima ubicación, perdió por 3-2 como visitante. Precisamente, los osorninos pagaron caro las consecuencias y también perdieron la categoría, tras perder en la Liguilla de Promoción por 3-1 ante Santiago Morning (equipo dirigido por Jorge Aravena y capitaneado por Mario Salas, que terminó 3° en la Primera B), cuyo partido de vuelta de la llave (que terminó con empate 1-1 y el Chaguito ganó por 2-0 en la ida en Santa Laura), estuvo marcada por los incidentes causadas por los hinchas osorninos, que lloraban por el descenso de su equipo.
Coquimbo Unido tuvo serios problemas disciplinarios, que terminaron con una gran pelea entre el jugador argentino Mario Saccone y el portero Carlos Tejas, que incluyó agresiones con arma blanca. Pese a ello, tuvo una llave de Liguilla de Promoción muy accesible, enfrentando a Unión Española (equipo que había descendido el año anterior y que buscaba recuperar la categoría a toda costa), sobre todo por la goleada de los nortinos por 6-1 en Santa Laura y aunque los hispanos ganaron en la vuelta por 3-1, Coquimbo Unido retuvo su puesto en Primera División. 
Rangers partió como puntero, pero tras el receso mundialista se desinfló. A esto se agregaron, las denuncias por indisciplina de Audax Italiano y Palestino, que también tuvieron fluctuaciones, pero lograron salvar la categoría, ganando duelos claves. Sin embargo, muchos hinchas audinos quedaron descontentos, debido a la desilusión que provocó un plantel, que era capaz de ganarle al campeón Colo-Colo como visitante y después, perdía con el colista del torneo. La dependencia del paraguayo Carlos Guirland, se hizo muy acusada y este se vio afectado, por varias lesiones.

## Ascensos y descensos
| Pos   | Ascendidos de la Primera B 1997 |
| ----- | ------------------------------- |
| 1°-Ap | Rangers                         |
| 1°-Cl | Deportes Iquique                |

| Pos | Descendidos en la temporada 1997 |
| --- | -------------------------------- |
| 15º | Unión Española                   |
| 16º | Deportes Antofagasta             |

## Equipos por región
| Región               | N.º | Equipos                                                                           |
| -------------------- | --- | --------------------------------------------------------------------------------- |
| Región Metropolitana | 5   | Audax Italiano, Colo-Colo, Palestino, Universidad Católica y Universidad de Chile |
| Coquimbo             | 2   | Coquimbo Unido y Deportes La Serena                                               |
| Biobío               | 2   | Deportes Concepción y Huachipato                                                  |
| Los Lagos            | 2   | Provincial Osorno y Deportes Puerto Montt                                         |
| Tarapacá             | 1   | Deportes Iquique                                                                  |
| Antofagasta          | 1   | Cobreloa                                                                          |
| Valparaíso           | 1   | Santiago Wanderers                                                                |
| Maule                | 1   | Rangers                                                                           |
| Araucanía            | 1   | Deportes Temuco                                                                   |

|
| Audax Italiano Universidad de Chile Colo-Colo Universidad Católica Palestino |

|}

## Tabla final
| Pos | Equipo                | PJ | PG | PE | PP | GF | GC | Dif | Pts |
| --- | --------------------- | -- | -- | -- | -- | -- | -- | --- | --- |
| 1   | Colo-Colo             | 30 | 19 | 7  | 4  | 54 | 19 | 35  | 64  |
| 2   | Universidad de Chile  | 30 | 18 | 9  | 3  | 62 | 37 | 25  | 63  |
| 3   | Universidad Católica  | 30 | 14 | 11 | 5  | 57 | 34 | 23  | 53  |
| 4   | Cobreloa              | 30 | 16 | 3  | 11 | 50 | 36 | 14  | 51  |
| 5   | Deportes Concepción   | 30 | 12 | 9  | 9  | 39 | 36 | 3   | 45  |
| 6   | Huachipato            | 30 | 11 | 7  | 12 | 39 | 38 | 1   | 40  |
| 7   | Deportes Puerto Montt | 30 | 10 | 9  | 11 | 43 | 46 | -3  | 39  |
| 8   | Deportes Iquique      | 30 | 12 | 3  | 15 | 35 | 52 | -17 | 39  |
| 9   | Deportes La Serena    | 30 | 10 | 7  | 13 | 39 | 47 | -8  | 37  |
| 10  | Palestino             | 30 | 9  | 9  | 12 | 50 | 50 | 0   | 36  |
| 11  | Rangers               | 30 | 9  | 7  | 14 | 45 | 49 | -4  | 34  |
| 12  | Audax Italiano        | 30 | 9  | 7  | 14 | 37 | 43 | -6  | 34  |
| 13  | Coquimbo Unido        | 30 | 8  | 9  | 13 | 36 | 41 | -5  | 33  |
| 14  | Provincial Osorno     | 30 | 8  | 7  | 15 | 41 | 52 | -11 | 31  |
| 15  | Santiago Wanderers    | 30 | 6  | 12 | 12 | 40 | 56 | -16 | 30  |
| 16  | Deportes Temuco       | 30 | 6  | 10 | 14 | 28 | 59 | -31 | 13  |

PJ=Partidos jugados; PG=Partidos ganados; PE=Partidos empatados; PP=Partidos perdidos; GF=Goles a favor; GC=Goles en contra; Dif=Diferencia de gol; Pts=Puntos
|  | Campeón. Clasifica a la Copa Libertadores 1999 |
|  | Clasifica a la Liguilla Pre-Libertadores       |
|  | Juega la Liguilla de promoción                 |
|  | Desciende a Primera B                          |

## Campeón
|                                 |
| Bicampeón Colo-Colo 22.º título |
|                                 |

## Liguilla Pre-Libertadores
|  | Semifinales          | Semifinales          |         |  | Final                | Final   |  |
|  |                      |                      |         |  |                      |         |  |
|  |                      |                      |         |  |                      |         |  |
|  | Cobreloa             | 2 0                  |         |  |                      |         |  |
|  | Universidad Católica | 2 0                  |         |  |                      |         |  |
|  |                      |                      |         |  |                      |         |  |
|  |                      |                      |         |  |                      |         |  |
|  |                      |                      |         |  | Universidad Católica | 0 0 (4) |  |
|  |                      | Universidad de Chile | 0 0 (2) |  |                      |         |  |
|  |                      |                      |         |  |                      |         |  |
|  |                      |                      |         |  |                      |         |  |
|  |                      |                      |         |  |                      |         |  |
|  |                      |                      |         |  |                      |         |  |
|  | Deportes Concepción  | 1 0                  |         |  |                      |         |  |
|  | Universidad de Chile | 3 1                  |         |  |                      |         |  |

Universidad Católica clasifica a la Copa Libertadores 1999.

## Liguilla de Promoción
Clasificaron a la liguilla de promoción los equipos que se ubicaron en 3° y 4° lugar de la Primera B (Santiago Morning y Unión Española), con los equipos que se ubicaron en 14° y 13° lugar de la Primera División (Coquimbo Unido y Provincial Osorno). Se agrupó a los equipos en dos llaves, el 3° de la B con el 14° de Primera y el 4° de la B con el 13° de Primera. El que ganase las llaves jugaría en Primera en 1999.
Provincial Osorno perdió la categoría, luego de 6 años en la categoría, tras perder por 3-1 en el marcador global ante Santiago Morning, en la liguilla de promoción (al caer 2-0 en la ida en el Estadio Santa Laura y un empate a un gol, en la revancha disputada en Osorno). La revancha terminó con serios incidentes, debido a las agresiones de los hinchas osorninos, a los jugadores y al cuerpo técnico del Chaguito, ya que no soportaban el descenso de su equipo y el ascenso de su rival. El Chaguito logró volver al fútbol de honor, tras 16 años de ausencia y 2 años después, de haber ascendido desde la Tercera División a la Primera B.
Coquimbo Unido tuvo una llave de Liguilla de Promoción accesible, enfrentando a Unión Española (equipo que había descendido el año anterior y que buscaba recuperar la categoría, a toda costa por la vía de la liguilla). Los coquimbanos aplastaron a domicilio a los hispanos por 6-1, en el partido de ida realizado en Santa Laura, desatando el enojo y la furia, de los hinchas del cuadro de Santa Laura, que arremetieron contra sus propios jugadores y el entrenador Guillermo Yávar. Ni siquiera el triunfo de Unión Española, por 3-1 en el partido de vuelta, cambiaba totalmente el escenario, porque los coquimbanos mantuvieron la categoría, por su triunfo humillante en la ida.
Primera llave
| 19 de diciembre de 1998 | Santiago Morning              | 2:0 | Provincial Osorno | Santa Laura Universidad-SEK, Santiago |                            |
|                         | Núñez 29' · Ávalos 79' (pen.) |     |                   | Árbitro(s): Eduardo Gamboa            | Árbitro(s): Eduardo Gamboa |

| 22 de diciembre de 1998 | Provincial Osorno | 1:1 (Global 1:3) | Santiago Morning | Parque Schott, Osorno  |                        |
|                         | Calabrese 79'     |                  | 87' Gullace      | Árbitro(s): Pablo Pozo | Árbitro(s): Pablo Pozo |

Santiago Morning ascendió a la Primera División y Provincial Osorno descendió a la Primera B, para la temporada 1999.
Segunda llave
| 19 de diciembre de 1998 | Unión Española | 1:6 | Coquimbo Unido                                                          | Santa Laura Universidad-SEK, Santiago |                             |
|                         | Ibáñez 2'      |     | 23', 32' De Gregorio · 45', 64' Ortega Sánchez · 52' Caro · 55' Cabello | Árbitro(s): Christian Lemus           | Árbitro(s): Christian Lemus |

| 22 de diciembre de 1998 | Coquimbo Unido    | 1:3 (Global 7:4) | Unión Española                  | Francisco Sánchez Rumoroso, Coquimbo |                           |
|                         | Ortega Sánchez 2' |                  | 22' Villán · 43', 89' Gutiérrez | Árbitro(s): Carlos Robles            | Árbitro(s): Carlos Robles |

Coquimbo Unido se mantiene en la Primera División y Unión Española se mantiene en la Primera B, para la temporada 1999.

## Goleadores
| Jugador                 | Equipo                | Goles |
| ----------------------- | --------------------- | ----- |
| Pedro González          | Universidad de Chile  | 25    |
| Marco Antonio Figueroa  | Universidad Católica  | 16    |
| Héctor Tapia            | Colo-Colo             | 15    |
| Marcelo Corrales        | Palestino             | 14    |
| Héctor Vega             | Deportes Iquique      | 13    |
| José Luis Sierra        | Colo-Colo             | 11    |
| Felipe Flores           | Deportes La Serena    | 11    |
| Franz Arancibia         | Deportes Puerto Montt | 11    |
| Carlos Reyes            | Audax Italiano        | 10    |
| Juan Carlos Madrid      | Deportes Concepción   | 10    |
| Luis Ceballos           | Deportes La Serena    | 10    |
| Cristián Uribe          | Huachipato            | 10    |
| Pedro González Pierella | Huachipato            | 10    |
| Patricio Neira          | Palestino             | 10    |
| Cristián Calabresse     | Provincial Osorno     | 10    |
| Reinaldo Navia          | Santiago Wanderers    | 10    |
| Carlos Guirland         | Audax Italiano        | 9     |
| Damián Yáñez            | Cobreloa              | 9     |
| Rubén Vallejos          | Cobreloa              | 9     |
| José Luis Díaz          | Provincial Osorno     | 9     |
| Ramón Castillo          | Rangers               | 9     |
| Leonardo Rodríguez      | Universidad de Chile  | 9     |
| Jaime Riveros           | Cobreloa              | 8     |
| Rodrigo Riep            | Cobreloa              | 8     |
| Marcelo Espina          | Colo-Colo             | 8     |
| Eric Lecaros            | Deportes Puerto Montt | 8     |
| Flavio Maestri          | Universidad de Chile  | 8     |
| Rodrigo Barrera         | Universidad de Chile  | 8     |

### Hat-Tricks & Pókers
Aquí se encuentra la lista de hat-tricks y póker de goles (en general, tres o más goles marcados por un jugador en un mismo encuentro) conseguidos en la temporada.
| Fecha                 | Jugador                | Goles | Partido                                   |
| --------------------- | ---------------------- | ----- | ----------------------------------------- |
| 5 de abril de 1998    | Damián Yáñez           | 3     | Cobreloa vs. Deportes Iquique             |
| 26 de abril de 1998   | Miguel Ángel Castillo  | 3     | Palestino vs Deportes Temuco              |
| 26 de abril de 1998   | Aníbal González        | 3     | Deportes Puerto Montt vs Deportes Iquique |
| 14 de julio de 1998   | Héctor Vega            | 3     | Deportes Iquique vs Universidad de Chile  |
| 5 de agosto de 1998   | Reinaldo Navia         | 3     | Santiago Wanderers vs Palestino           |
| 5 de agosto de 1998   | Ramón Castillo         | 3     | Rangers vs Deportes La Serena             |
| 9 de agosto de 1998   | Cristián Calabresse    | 3     | Provincial Osorno vs Deportes Iquique     |
| 22 de agosto de 1998  | Felipe Flores          | 3     | Deportes La Serena vs Palestino           |
| 31 de octubre de 1998 | Marco Antonio Figueroa | 3     | Universidad Católica vs Deportes Temuco   |

## Estadísticas
- El equipo con mayor cantidad de partidos ganados: Colo-Colo con 19 triunfos.
- El equipo con menor cantidad de partidos perdidos: Universidad de Chile con 3 derrotas.
- El equipo con menor cantidad de partidos ganados: Deportes Temuco y Santiago Wanderers con 6 triunfos.
- El equipo con mayor cantidad de partidos perdidos: Provincial Osorno y Deportes Iquique con 15 derrotas.
- El equipo con mayor cantidad de empates: Santiago Wanderers con 12 empates.
- El equipo con menor cantidad de empates: Deportes Iquique y Cobreloa con 3 empates.
- El equipo más goleador del torneo: Universidad de Chile con 62 goles a favor.
- El equipo más goleado del torneo: Deportes Temuco con 59 goles en contra.
- El equipo menos goleado del torneo: Colo-Colo con 19 goles en contra.
- El equipo menos goleador del torneo: Deportes Temuco con 28 goles a favor.
- Mejor diferencia de gol del torneo: Colo-Colo que convirtió 35 goles más, de los que recibió.
- Peor diferencia de gol del torneo: Deportes Temuco que recibió 31 goles más, de los que convirtió.
- Mayor goleada del torneo: Palestino 9-0 Deportes Temuco (fecha 4).